# Боллівуд

Неформальний логотип Боллівуду

Болліву́д (гінді बॉलीवुड, урду بالیوڈ, англ. Bollywood) — це неформальна назва кіноіндустрії індійського міста Мумбай (колишній Бомбей), що створюється мовою гінді. Назва виникла за аналогією з Голлівудом (англ. Hollywood) як мовна контамінація слів Бомбей (колишня назва міста Мумбаї) та Голлівуд. Термін часто некоректно вживається на означення всього індійського кіно.  
У 2017 році Індія випустила 1966 художніх фільмів, з них Боллівуд 364 фільми. Боллівуд — один з найбільших центрів виробництва фільмів у світі.
Після Боллівуду виділяють кінематограф тамільською мовою — Коллівуд, на мові телугу — Толлівуд.

## Найвідоміші актори Боллівуду
За даними: boxofficeindia.com [Архівовано 24 жовтня 2006 у Wayback Machine.]
- Амітабх Баччан
- Мітхун Чакраборті
- Акшай Кумар
- Шахрух Хан
- Рані Мукерджи
- Айшварія Рай
- Салман Кхан
- Рітік Рошан
- Аамір Хан
- Санджай Датт
- Саіф Алі Хан
- Пріті Зінта
- Мадхурі Дікшит

Найвідомішими кіностудіями є Filmalaya та Film City, що розташовані в північній частині міста. Щорічно на студіях Боллівуду випускається близько 200 фільмів, в основному мовою гінді. Також випускаються фільми на урду та пенджабі

## Фільми Боллівуду в Україні
21 березня 2015 року Перший національний телеканал розпочав показ картин з українським дубляжем, які очолюють список найкасовіших фільмів Боллівуду і здобули декілька найпрестижніших кінонагород. Щоправда, в січні вже були показані ці стрічки, але їх було озвучено російською мовою. Фільми вийдуть на Першому за умовами Договору про передачу прав на трансляцію сучасної продукції індійського виробництва. Його у грудні 2014 року підписали від індійської сторони — Надзвичайний і Повноважний Посол Індії в Україні Раджив Кумар Чандер та від української — генеральний директор Національної телекомпанії України Зураб Аласанія.